# Zhang Minti
| 216261 Mapihsia | 16 novembre 2006 |

Zhang Minti (張敏悌S, Zhang MintiP; ...) è un astronomo taiwanese.
Il Minor Planet Center gli accredita le scoperte di cinque asteroidi, effettuate tutte nel 2006 in collaborazione con Ye Quanzhi.